# 乔林基街
乔林基街（Chowringhee Avenue，Chowringhee Road）是印度加尔各答 ，是加尔各答大都会区最重要的道路。
该路现在的名称是 尼赫鲁街。

## 历史

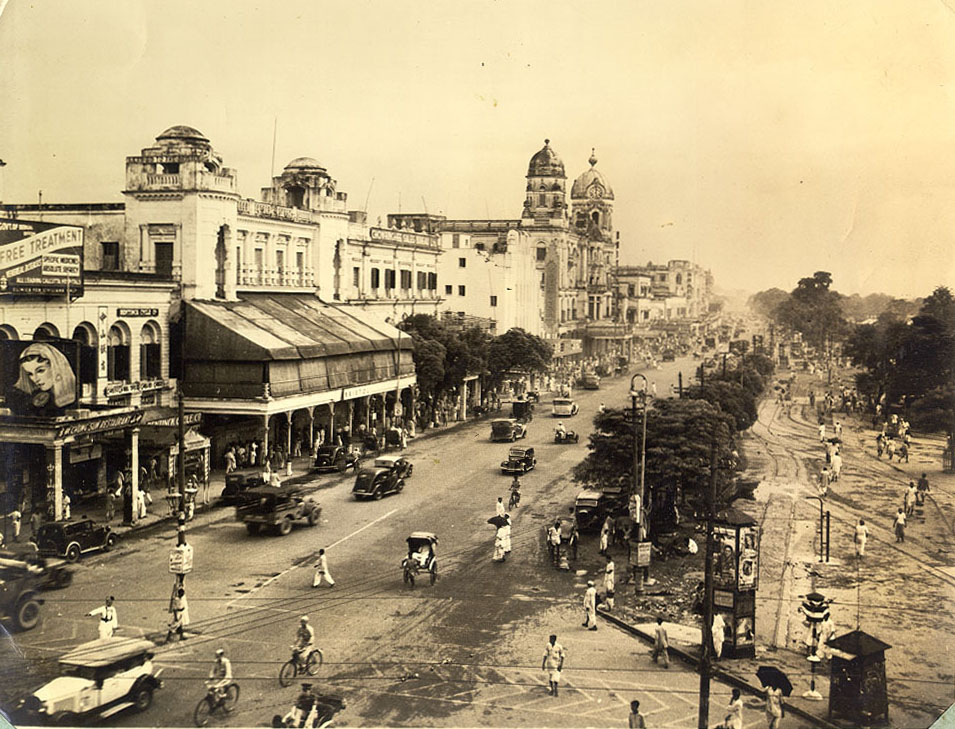
1947年的乔林基街

这条街是该市最早出现的道路之一，在英国人来到之前，这条街就是连接卡利卡塔和乔林基这2个村子的小路，乔林基村得名于一个耆那教宗教画像，这个名称在英国统治时期一直保持未变，直到印度独立以后。 
18世纪中叶，英国人开始将其居留地扩展到城堡以外，乔林基附近地区就是首先扩展的地区之一。这个区域一直是他们的骄傲和商业中心，直到他们在 1947年离开。英国人最初开发乔林基附近地区时，沿着街的东侧建造了巨大的房子，从此加尔各答得到了'宫殿之城'的绰号。这是加尔各答这个大英帝国的第二大城市的令人惊奇的时期。有成排富丽堂皇的带花园的巨大房屋，街道的西侧区域是一个巨大的开阔地，称为马坦公园，这个公园是为了保证威廉堡安全的目的，而有意保持空旷。
乔林基街仍然是加尔各答的绝对中心，有许多大型商店可供选择。这里虽然发生了许多变化，但是每个建筑师在乔林基街设计新建筑时，都注意保持原有奢华的建筑风格，“当你在乔林基街建造时，在风格上要像乔林基街”。例如在Harrington 街（今胡志明街）交叉路口的塔塔中心、

## 名胜
乔林基街不仅是该市的商业心脏，也是文化的心脏。印度博物馆、政府美术学院、亚洲文会、主教府和圣保罗主教座堂都位于这里。 

Tipu 苏丹清真寺位于乔林基街、Central Avenue（now Chittaranjan Avenue）和Dharmatolla 街（今列宁街）交叉路口。
乔林基街有4个加尔各答地铁车站：Esplanade、公园街、马坦公园和Rabindra Sadan。
巨大的开阔区域马坦公园终年忙于进行体育赛事和政治集会。